# Candies
Die Candies (jap. キャンディーズ, Kyandīzu) waren eine japanische Idol-Musikgruppe, die von 1973 bis 1978 bestand.
Ihre Mitglieder waren Ran Itō, Yoshiko Tanaka (unter dem Namen Sue) und Miki Fujimura. Die Candies veröffentlichten 14 Musikalben, ausgenommen Best-of-Alben, und 18 Singles.
Mit ihrer Single Hohoemi Gaeshi (微笑がえし) landeten sie 1978 einen Nummer-1-Hit, der sich 829.000-mal verkaufte.

## Diskografie

### Studioalben
- 1973: Anata ni Muchū – Uchiki na Candies (あなたに夢中〜内気なキャンディーズ〜)
- 1974: Abunai Doyōbi – Candies no Sekai (危ない土曜日〜キャンディーズの世界〜)
- 1974: Namida no Kisetsu (なみだの季節)
- 1975: Toshishita no Otoko no Ko (年下の男の子)
- 1975: Sono Ki ni Sasenaide (その気にさせない)
- 1976: Haru Ichiban (春一番)
- 1976: Natsu ga Kita! (夏が来た!)
- 1977: Candies 1½ Yasashii Akuma (キャンディーズ 1 1/2 やさしい悪魔)
- 1977: Candy Label
- 1977: Candies 1676 Days
- 1978: Sōshunfu: Early Spring Music (早春譜 Early Spring Music)

### Livealben
- 1975: Candies’ Carnival For 10,000 People
- 1976: Candies Live (キャンディーズ・ライブ)
- 1978: Final Carnival Plus One

### Videoalben
| # | Titel                                     | Medium  |
| - | ----------------------------------------- | ------- |
| 1 | Candies Forever (1978 Final Carnival)     | DVD     |
| 2 | Candies Treasure (1977-1978 Live)         | DVD     |
| 3 | Candies Treasure VOL.1 (1977 Live)        | Blu-ray |
| 4 | Candies Treasure VOL.2 (1977 Live)        | Blu-ray |
| 5 | Candies Treasure VOL.3 (1978 Live)        | Blu-ray |
| 6 | Candies Treasure VOL.4 (TV Live)          | Blu-ray |
| 7 | The Final Carnival (The Complete Version) | DVD     |